# Cantón de Saint-Sauveur-le-Vicomte
El cantón de Saint-Sauveur-le-Vicomte era una división administrativa francesa, que estaba situada en el departamento de Mancha y la región de Baja Normandía.

## Composición
El cantón estaba formado por diecinueve comunas:
- Besneville
- Biniville
- Catteville
- Colomby
- Crosville-sur-Douve
- Étienville
- Golleville
- Hautteville-Bocage
- La Bonneville
- Les Moitiers-en-Bauptois
- Néhou
- Neuville-en-Beaumont
- Orglandes
- Rauville-la-Place
- Reigneville-Bocage
- Sainte-Colombe
- Saint-Jacques-de-Néhou
- Saint-Sauveur-le-Vicomte
- Taillepied

## Supresión del cantón de Saint-Sauveur-le-Vicomte
En aplicación del Decreto nº 2014-246 de 25 de febrero de 2014, el cantón de Saint-Sauveur-le-Vicomte fue suprimido el 22 de marzo de 2015 y sus 19 comunas pasaron a formar parte del nuevo cantón de Bricquebec.